# The Soul Children
The Soul Children war eine aus zwei Frauen und zwei Männern bestehende amerikanische Gesangsgruppe. Stilistisch bewegte sich das Quartett in den Bereichen R&B, Soul, Disco und Gospel. Während des zehnjährigen Bestehens bis 1978 erschienen sieben Studioalben.

## Bandgeschichte
Die Gruppe wurde 1968 in Memphis, Tennessee von Isaac Hayes und David Porter zusammengestellt. Sie bestand aus Anita Louis, John Colbert, Norman West und Shelbra Bennett. Ihre Lieder beschäftigten sich oft mit Ehebruch.
Bereits im ersten Jahr ihrer Existenz unterschrieb die Band einen Vertrag bei Stax Records. Mit den Singles Give ’Em Love, I’ll Understand und Tighten Up My Thang platzierten sich bereits die ersten Veröffentlichungen auf mittleren Positionen der R&B-Charts. Der erste große Erfolg kam mit The Sweeter He Is, das im September 1969 Platz 7 der R&B-Charts erreichte und der Band die erste Platzierung in den Popcharts einbrachte, wo das Lied Rang 52 erreichte.
Ein weiterer Erfolg in den Popcharts folgte 1972 mit Hearsay, das dort Platz 44 erreichte und in den R&B-Charts auf Platz 5 stieg. Don’t Take My Kindness for Weakness und It Ain’t Always What You Do (It’s Who You Let See You Do It) kamen kurze Zeit später in die Top 20 der R&B-Charts. Der größte Hit der Soul Children erschien im November 1973: Die Single I’ll Be the Other Woman schaffte es in den Popcharts auf Platz 36 und in den R&B-Charts auf Platz 3.
Nachdem Stax Records Ende 1975 wegen finanziellen Problemen geschlossen worden war, wechselte die Band zu Epic Records. Die dort erschienenen zwei Alben sowie deren Auskopplungen konnten den Erfolg ihrer Vorgänger nicht wiederholen. Als das Stax-Label 1977 durch Fantasy Records reaktiviert wurde, kehrte die Band zurück und nahm u. a. einige Uptempo-Tanznummern auf. Mit Can’t Give Up a Good Thing vom vorerst letzten Studioalbum der Soul Children gelang 1978 ein letztes Mal der Einstieg in die R&B-Charts, wo das Lied in die Top 20 vordrang. Ende des Jahres trennte sich die Gruppe.
Fast dreißig Jahre später fanden sich die Musiker für ein Comeback zusammen und veröffentlichten 2008 das Album Still Standing bei JEA Right Now Records.

## Besetzung
- Anita Louis (* 24. November 1949 in Memphis, Tennessee) – Gesang
- John Colbert aka J. Blackfoot (* 20. November 1946 in Greenville, Tennessee; † 30. November 2011) – Gesang
- Norman Richard West, Jr. (* 30. Oktober 1940 in Lake Providence, Louisiana) – Gesang
- Shelbra Bennett aka Shelbra Deane (* 12. Februar 1947 in Memphis, Tennessee; † 31. Mai 2013) – Gesang

## Diskografie

### Studioalben
| Jahr | Titel Musiklabel             | Höchstplatzierung, Gesamtwochen, AuszeichnungChartplatzierungen (Jahr, Titel, Musiklabel, Platzierungen, Wochen, Auszeichnungen, Anmerkungen) | Höchstplatzierung, Gesamtwochen, AuszeichnungChartplatzierungen (Jahr, Titel, Musiklabel, Platzierungen, Wochen, Auszeichnungen, Anmerkungen) | Anmerkungen |
| Jahr | Titel Musiklabel             | US | R&B | Anmerkungen |
| ---- | ---------------------------- | --- | --- | --- |
| 1969 | Soul Children Stax 2018      | US154 (6 Wo.)US | R&B9 (16 Wo.)R&B | Erstveröffentlichung: August 1969 Produzenten: Isaac Hayes, David Porter                                              |
| 1971 | Best of Two Worlds Stax 2043 | — | R&B20 (11 Wo.)R&B | Erstveröffentlichung: Juli 1971 Produzenten: Ronnie Williams, David Porter                                            |
| 1972 | Genesis Stax 3003            | US159 (6 Wo.)US | R&B36 (18 Wo.)R&B | Erstveröffentlichung: März 1972 Produzenten: Al Jackson, Jr., Jim Stewart, Carl Hampton, Homer Banks, Raymond Jackson |
| 1974 | Friction Stax 5507           | — | R&B38 (14 Wo.)R&B | Erstveröffentlichung: Mai 1974 Produzenten: Carl Hampton, Homer Banks                                                 |
| 1976 | Finders Keepers Epic 33902   | — | R&B54 (2 Wo.)R&B | Erstveröffentlichung: März 1976 Produzent: Don Davis                                                                  |

Weitere Studioalben
- 1977: Where Is Your Woman Tonight? (Epic 34455)
- 1978: Open Door Policy (Stax 4105)
- 2008: Still Standing (JEA Right Now; VÖ: 17. Juni)

### Kompilationen
- 1979: Chronicle (Stax 4120)
- 1997: Hold On, I’m Coming (Stax 88034)

### Singles
| Jahr | Titel Album                                                  | Höchstplatzierung, Gesamtwochen, AuszeichnungChartplatzierungen (Jahr, Titel, Album, Platzierungen, Wochen, Auszeichnungen, Anmerkungen) | Höchstplatzierung, Gesamtwochen, AuszeichnungChartplatzierungen (Jahr, Titel, Album, Platzierungen, Wochen, Auszeichnungen, Anmerkungen) | Anmerkungen                                                                                 |
| Jahr | Titel Album                                                  | US | R&B | Anmerkungen                                                                                 |
| ---- | ------------------------------------------------------------ | --- | --- | ------------------------------------------------------------------------------------------- |
| 1968 | Give ’Em Love Soul Children                                  | — | R&B40 (3 Wo.)R&B | Erstveröffentlichung: September 1968 Autoren: Isaac Hayes, David Porter                     |
| 1969 | I’ll Understand Soul Children                                | — | R&B29 (7 Wo.)R&B | Erstveröffentlichung: Dezember 1968 Autoren: Isaac Hayes, David Porter                      |
| 1969 | Tighten Up My Thang Soul Children                            | — | R&B49 (2 Wo.)R&B | Erstveröffentlichung: März 1969 Autoren: Isaac Hayes, David Porter                          |
| 1969 | The Sweeter He Is Soul Children                              | US52 (7 Wo.)US | R&B7 (13 Wo.)R&B | Erstveröffentlichung: Juli 1969 Autoren: Isaac Hayes, David Porter                          |
| 1970 | Hold On, I’m Coming                                          | — | R&B48 (2 Wo.)R&B | Erstveröffentlichung: Februar 1970 Autoren: Isaac Hayes, David Porter                       |
| 1972 | Hearsay Genesis                                              | US44 (11 Wo.)US | R&B5 (13 Wo.)R&B | Erstveröffentlichung: Januar 1972 Autoren: John Colbert, Norman West                        |
| 1972 | Don’t Take My Kindness for Weakness                          | — | R&B14 (11 Wo.)R&B | Erstveröffentlichung: Juni 1972 Autoren: Eddie Marion, Henderson Thigpen, James Banks       |
| 1973 | It Ain’t Always What You Do (It’s Who You Let See You Do It) | — | R&B11 (10 Wo.)R&B | Erstveröffentlichung: Januar 1973 Autoren: Carl Hampton, Homer Banks, Raymond Jackson       |
| 1973 | Love Is a Hurtin’ Thing                                      | — | R&B59 (7 Wo.)R&B | Erstveröffentlichung: Juni 1973 Autoren: Dave Linden, Ben Raleigh Original: Lou Rawls, 1966 |
| 1973 | I’ll Be the Other Woman Friction                             | US36 (9 Wo.)US | R&B3 (19 Wo.)R&B | Erstveröffentlichung: November 1973 Autoren: Carl Hampton, Homer Banks                      |
| 1974 | Love Makes It Right Friction                                 | — | R&B47 (11 Wo.)R&B | Erstveröffentlichung: Juni 1974 Autoren: Carl Hampton, Homer Banks                          |
| 1976 | Finders Keepers                                              | — | R&B49 (11 Wo.)R&B | Erstveröffentlichung: Dezember 1975 Autoren: John Colbert, Norman West                      |
| 1976 | If You Move I’ll Fall Finders Keepers                        | — | R&B99 (2 Wo.)R&B | Erstveröffentlichung: Juni 1976 Autoren: James Dean, William L. Wooten, III                 |
| 1977 | Where Is Your Woman Tonight?                                 | — | R&B96 (3 Wo.)R&B | Erstveröffentlichung: März 1977 Autoren: Bettye Crutcher, David Porter                      |
| 1978 | Can’t Give Up a Good Thing Open Door Policy                  | — | R&B19 (14 Wo.)R&B | Erstveröffentlichung: April 1978 Autor: Joe Shamwell                                        |

Weitere Singles
- 1971: Let’s Make a Thing Sweeter (VÖ: Januar)
- 1971: Got to Get Away from It All (VÖ: August)
- 1974: What’s Happening Baby (VÖ: November)
- 1977: You Don’t Need a Ring (VÖ: Juni)
- 1977: Head on Collision
- 1978: Summer in the Shade (VÖ: August)
- 1978: Who You Used to Be (VÖ: November)
- 1978: Stir Up the Boogie, Part II